# Ichthydium (Ichthydium) dubium
Ichthydium (Ichthydium) dubium is een buikharige uit de familie Chaetonotidae. Het dier komt uit het geslacht Ichthydium. Ichthydium (Ichthydium) dubium werd in 1926 voor het eerst wetenschappelijk beschreven door Preobrajenskaja. 